# 金ハナ
金 ハナ（キム・ハナ、朝鮮語: 김 하나、1981年10月22日 - ）は、大韓民国の女子プロボクサーである。京畿道高陽市一山区出身。

## 来歴
2005年9月25日プロデビュー。
12月14日、3戦目で韓国女子スーパーフライ級王座獲得。
2006年3月25日、高麗君とWBA女子世界フェザー級初代王座を争うが、10RKO負け。
2006年10月7日、Pon-Napa SupinawongとWBA女子世界スーパーフライ級王座を争い、2RKO勝利で王座獲得。
その後1度防衛するも、2007年10月9日の2度目の防衛戦で張喜燕に大差の判定で敗れ王座陥落。これを最後に引退。

## 戦績
- 10戦8勝（3KO）2敗

## 獲得タイトル
- 韓国女子スーパーフライ級王座
- WBA女子世界スーパーフライ級王座